# Sensors and Actuators B: Chemical
Sensors and Actuators B: Chemical (abrégé en Sens. Actuator B-Chem.) est une revue scientifique à comité de lecture. Ce mensuel publie des articles de recherches originales concernant les méthodes analytiques dans les domaines des capteurs, actionneurs et microsystèmes électromécaniques en chimie.
D'après le Journal Citation Reports, le facteur d'impact de ce journal était de 4,758 en 2015. Actuellement, les directeurs de publication sont P. J. French (Université de technologie de Delft, Pays-Bas) et R. Moos (Université de Bayreuth, Allemagne).

## Histoire
Au cours de son histoire, le journal a changé de nom :
- Sensors and Actuators, 1980-1989  (ISSN 0250-6874)[3]

Le journal est ensuite séparé en deux entités :
- Sensors and Actuators A: Physical, 1990-en cours  (ISSN 0924-4247)
- Sensors and Actuators B: Chemical, 1990-en cours  (ISSN 0925-4005)